# Chihuahua (kommun)
Chihuahua är en kommun i Mexiko.   Den ligger i delstaten Chihuahua, i den nordvästra delen av landet, 1 300 km nordväst om huvudstaden Mexico City. Antalet invånare är 819 543. Arean är 9 219 kvadratkilometer.
Terrängen i Chihuahua är bergig.
Följande samhällen finns i Chihuahua:
- Chihuahua
- San Isidro
- Ejido Estación Terrazas y Minas del Cobre
- Rancho Enmedio
- Ladrilleras Zona Norte
- Ejido Cuauhtémoc
- La Cuadrilla